# R-906
r-906（読み未定、あるくれむ、あーるきゅうまるろく）は、日本のボカロP、DJである。代表作は「パノプティコン」「まにまに」など。主に初音ミクを使用しているが、最近ではCevio AIも多く使用している。愛称は「あるくれむ」や「きゅうまる」などである。楽曲のMVのイラストを自身で描くこともあり、マルチクリエイターである。特定の再生数や登録者数を記念したイラストも投稿することもある。

## 概要
ドラムンベースを基調とした楽曲が多い。「-ize」など、ロック調の楽曲も投稿している。
2018年4月27日‐夢遊病ダンサーをニコニコ動画に投稿し、ボカロPとしての活動を開始。以降、2曲同時投稿等もしながら、1stフルアルバムを発表するまで1~2ヶ月に1曲の頻度で投稿を続ける。
2019年8月17日-パノプティコンをニコニコ動画に投稿、翌日にはYouTubeに投稿した。今現在、YouTubeでは三日月ステップ、まにまにに次ぐ再生数であり、r-906の人気曲の一つである。ニコニコ動画では本人初の殿堂入り（再生数10万以上）を果たし、一躍有名になる。その後、およそ4年が経ち2023年6月21日に再生数が100万回を超え、伝説入りを達成する。
2021年4月27日、1stフルアルバム「in my hands」を発表した。過去に発表した曲のリメイク版が収録されている。
2022年4月に開催された「The VOCALOID Collection 2022 Spring」で自身の楽曲、「まにまに」がTop100ランキング1位を獲得する。その後、2023年にプロジェクトセカイ カラフルステージ! feat. 初音ミクに「まにまに」がゲーム内で遊べる楽曲として収録される。
2022年のボカコレステーションではオープニングDJを務めた。
2022年12月22日、初音ミク公式YouTubeチャンネルが39chにリニューアルされることを記念し、「プシ」が投稿された。ボカロPのツミキも同じく、リニューアル記念で「カルチャ」を投稿している。r-906は「プシ」に対し、「初音ミク公式チャンネルでは見られなかった様な作品になったのではと思います。」とコメントしている。同チャンネルでのインタビューで、「カルチャ」に対しては「「こういう感じのメッセージを届けられたらいいかな」と思っていたところにカルチャが出て、全部言われちゃったなと思いました。」と語った。

## ディスコグラフィー

### 配信限定シングル
| 発売日         | タイトル                            |
| -------------- | ----------------------------------- |
| 2020年11月3日  | w/o U                               |
| 2020年11月3日  | 三日月ステップ                      |
| 2021年11月11日 | ノウナイディスコ feat. IA AI        |
| 2022年4月27日  | まにまに                            |
| 2022年5月13日  | パノプティコン (立椅子かんな Remix) |
| 2022年9月22日  | スーパーノヴァ feat. 音街ウナ       |
| 2022年12月23日 | プシ                                |
| 2023年3月19日  | Catchy !?                           |
| 2023年7月12日  | 怪電話                              |
| 2023年9月1日   | ボイドロイド                        |
| 2024年2月14日  | 梅に鶯 feat. 琴葉 茜・葵            |
| 2024年2月28日  | JUMPIN' OVER !                      |
| 2024年4月25日  | あなたしか見えないの                |
| 2024年7月3日   | 心音賛歌                            |
| 2025年1月5日   | the Hole                            |
| 2025年2月25日  | 匙ノ咒                              |

### アルバム
| 発売日        | タイトル       | 収録曲 | 備考        |
| ------------- | -------------- | ------ | ----------- |
| 2021年5月20日 | in my hands    | 全12曲 |             |
| 2023年5月10日 | Lunar Calendar | 全6曲  | U&R records |
| 2024年5月1日  | 会話記録       | 全9曲  |             |

## 楽曲提供
| 楽曲 | 提供     | 収録                       |
| ---- | -------- | -------------------------- |
| ■    | Gero     | Gero 6th album「Parade」   |
|      | 三枝明那 | 1st Mini Album「UniVerse」 |